# Морінхур

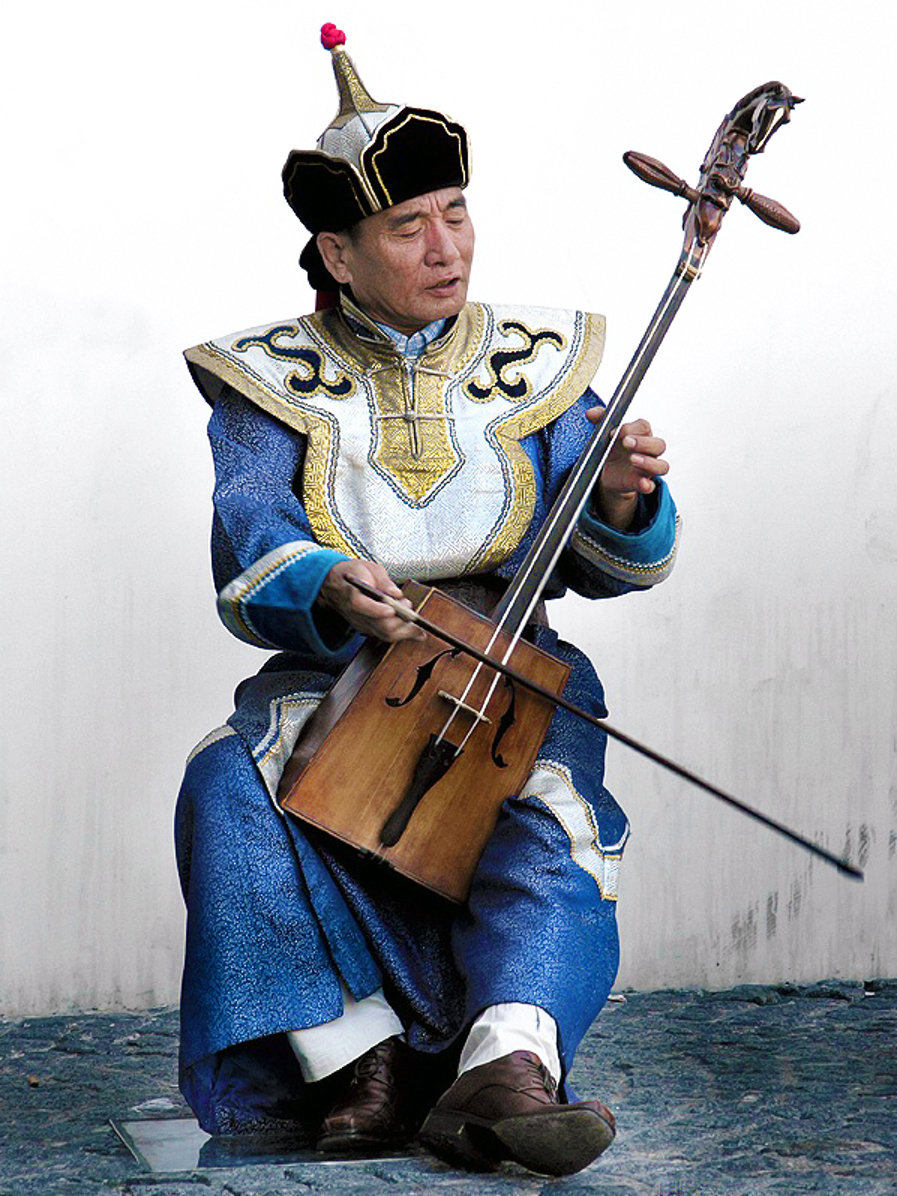
Монгольський музикант Самбуугійн Пуревжав грає на морінхурі

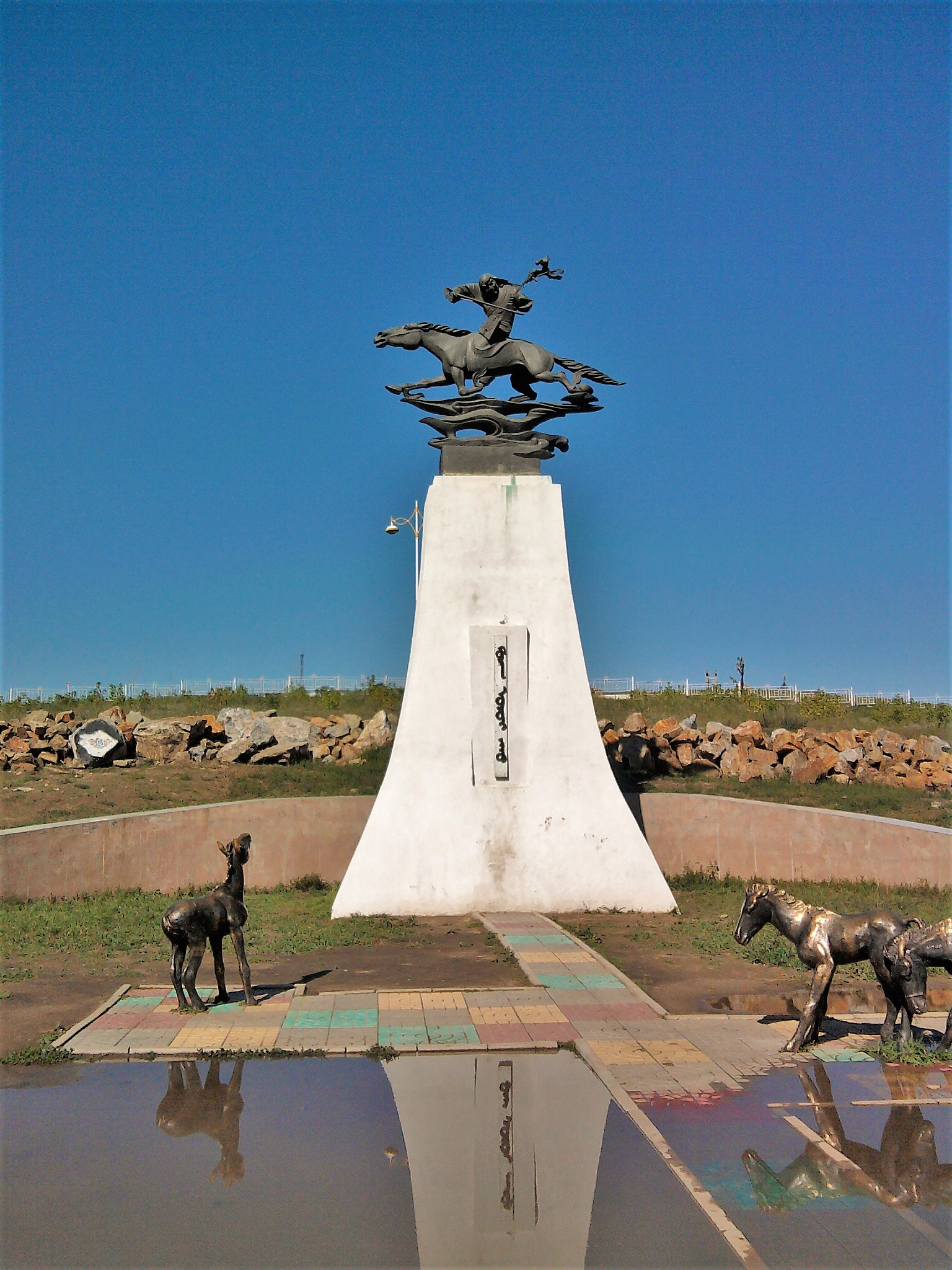
Пам'ятник морінхур (Дархан, Монголія)

Хур, або Морінхур (монг. морін Хуур, бур. морін Хуур) — бурятський та монгольський двострунний смичковий музичний інструмент з дерев'яним корпусом, шкіряною декою та струнами з кінського волосу. Поширений у Монголії, регіонально на півночі Китаю (Внутрішня Монголія) та Росії (у Бурятії, Туві, Іркутській області та Забайкальському краї). Звук інструменту в монгольській поезії порівнюється з кінським іржанням або з подихом вітру в степу; у деяких композиціях звук інструменту імітує іржання. Музика, що виконується на цьому інструменті внесена до списку шедеврів усної і нематеріальної культурної спадщини ООН.

## Історична довідка
Одна з монгольських легенд приписує винахід інструменту хлопчикові на ім'я Сухе. Після того, як злий хан убив улюбленого білого коня Сухе, дух коня з'явився хлопчикові уві сні і звелів йому зробити собі музичний інструмент з його тіла, щоб Сухе та його кінь як раніше залишалися нерозлучні. Згідно з легендою, Сухе створив перший морінхур (матоуцінь), виготовивши гриф з кінської кістки, струни з кінського волоса, обтягнув дерев'яний корпус кінською шкірою та вирізав головку грифа у формі кінської голови. Китайські дослідники припускають походження морінхур від цзіціня — стародавнього струнного інструменту, колись поширеного на північному сході Китаю.
В Європу морінхур перший привіз Марко Поло, який отримав його у подарунок у 1275 році під час відвідування Шанду — «літньої столиці» династії Юань.

## Будова
Має чотирикутний трапецієподібний корпус зі шкіряною верхньою декою та дерев'яною нижньою, забезпеченою фігурними резонаторними отворами. У XX столітті стали з'являтися інструменти і з цільним, як у європейських струнних інструментів, корпусом і з f-подібними (як у скрипки) резонаторними отворами у верхній деці. безладова шийка увінчується фігурною головкою у вигляді голови коня (монг. морін — ' кінський '), на якій кріпляться два дерев'яних кілочка. Шийка довга, без ладів, закінчується прикрасою у вигляді кінської голови. Струни з кінського волоса.
На шийку натягуються дві струни з кінського волоса: «чоловіча», що виготовляється з 130 волосків з хвоста жеребця та «жіноча», на яку йде 105 волосків з хвоста кобили. Струни настроюються в кварту, хоча за старих часів, мабуть, настроювалися в квінту. Смичок дерев'яний, дугоподібний, з вільно підвішеним пучком кінського волоса. Довжина всього інструменту — 100—110 см.

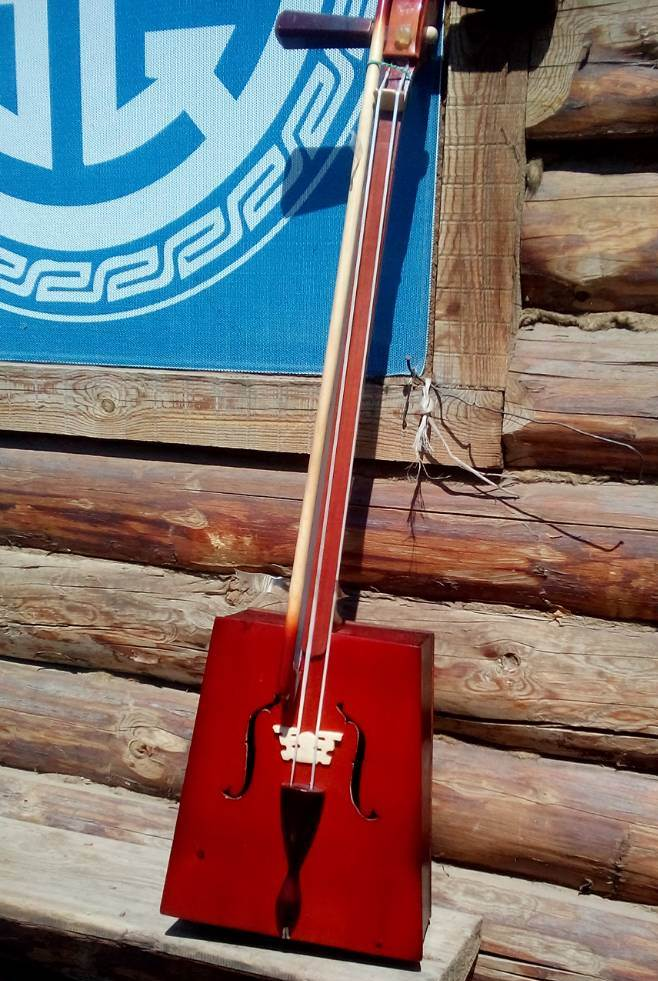
Морінхур ув одному з бурятських сіл в Закаменському районі Бурятії

Звуковидобування флажолетне, без притискання струн до грифа. Струни затискаються між фалангами вказівного та середнього пальців лівої руки, або між нігтем мізинця та подушечкою безіменного пальця лівої руки. Великий палець служить для підтримки шийки інструменту й для затиснення струн не використовується. Смичок тримають у правій руці, при цьому пучок кінського волоса на смичку затискається долонею, що дозволяє регулювати силу його натяжіння під час гри і, таким чином, варіювати тембр інструменту.
На морінхурі грають сидячи, затиснувши трапецієподібний корпус між колінами та тримаючи гриф під гострим кутом (майже вертикально) угору. Зазвичай, це чоловічий інструмент, що широко використовується як для сольного виконання, так і для акомпанування. Особливо важливий для акомпанування при виконанні «протяжних пісень» та епічних сказань. У монастирській музиці не використовувався.

## Аналоги в інших культурах

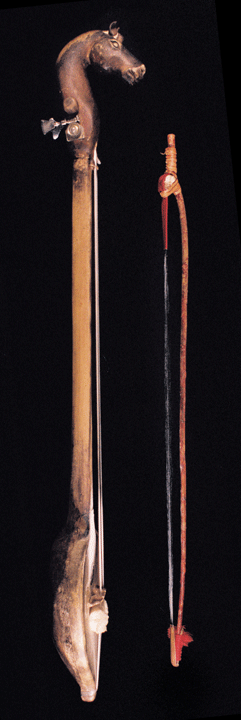
Ігіль

У алтайців є споріднений інструмент ікілі, у тувинців ігіл або ігіль (побутує разом з морінхур в ансамблевій практиці), у саха (якутів) — килисах (килиһах), у хакасів — иих. В Індії є споріднений інструмент рабанастр та інші. У китайській музиці широко застосовується ще один струнний смичковий інструмент хуцінь.

## Застосування в скотарстві
У повсякденному житті монгольських скотарів морінхур має ще одне важливе значення. Коли верблюдиця народжує верблюденяти, вона іноді відкидає його внаслідок різних стресових ситуацій, і монголи використовують морінхур для програвання низьких гармонійних типів мелодій, які називаються хоослох, які заспокоюють верблюдиць, і ті приймають своїх верблюденят назад.
Практика повторного прийняття сільськогосподарськими тваринами своїх дитинчат широко використовується в різних кочових цивілізаціях світу, але в монгольській Гобі її використовують лише на верблюдах. У разі, якщо верблюдиця вмирає після пологів, монголи використовують техніку хоослох, щоб верблюденяти прийняла інша верблюдиця. Про це розповідається у відомому монгольському документальному фільмі «Мелодія верблюдиці» (1986, монг. Інген егшіг; сценарист Ж. Бадран, режисер Н. Жанцанноров), який здобув перемогу на Московському міжнародному кінофестивалі 1988. Римейк цього фільму «Сльози верблюдиці» (монг. Інген нулімс), знятий в 2003 році режисером Д. Бямбасурен, був висунутий в 2005 на отримання премії «Оскар» в номінації «найкращий повнометражний документальний фільм».

## Сучасність
Морінхур використовує монгольський рок-гурт «The Hu», створений 2016 року. Також композиції на інструменті виконує інший гурт «Altan Urag».